# 청량중학교 (울산)
청량중학교(靑良中學校)는 대한민국 울산광역시 울주군 청량읍 상남리에 있는 공립 중학교이다.

## 학교 연혁
- 1954년 5월 20일 : 청량중학교 설립인가(6학급)
- 1954년 7월 1일 : 개교
- 2020년 3월 1일 : 제26대 강권식 교장 취임
- 2023년 3월 2일 : 제72회 입학식(61명)
- 2024년 1월 5일 : 제70회 졸업식(55명)

## 참고 자료
- 청량중학교 - 한국교육학술정보원 학교알리미